# سادا آبه
سادا آبه (انگلیسی: Sada Abe؛ ۲۸ مه ۱۹۰۵ – بعد از ۱۹۷۱) یک گیشا، روسپی و هنرپیشه اهل ژاپن بود. شهرت او، به دلیل ایجاد اختناق شهوانی در معشوق‌اش، «کیچیزو ایشیدا» در ۱۶ مه ۱۹۳۶ است که منجر به مرگ او شد. او سپس به قطع آلت مردی و بیضه‌های او و نگهداری آن درکیمونوی خود به مدت چند روز دست زد. این پرونده موجی از احساسات منفی در ژاپن ایجاد کرد و لایه‌هایی اسطوره‌ای یافت. این اتفاق از آن زمان تاکنون دست‌مایه آثار هنرمندان، فیلسوفان، رمان‌نویسان و فیلم‌سازان، قرار گرفته و به صورت‌های مختلف، تفسیر شده‌است.
از آثار الهام‌گرفته از این اتفاق می‌توان به فیلم در قلمرو احساسات (۱۹۷۶) اثر ناگیسا اوشیما و کتاب بهشتی گمشده (۱۹۹۷) اثر جونیچی واتانابه، اشاره کرد.